# Paramuricea hirsuta
Paramuricea hirsuta is een zachte koraalsoort uit de familie Plexauridae. De koraalsoort komt uit het geslacht Paramuricea. Paramuricea hirsuta werd in 1851 voor het eerst wetenschappelijk beschreven door Gray. 